# Araneus pulchriformis
Araneus pulchriformis là một loài nhện trong họ Araneidae.
Loài này thuộc chi Araneus. Araneus pulchriformis được Carl Friedrich Roewer miêu tả năm 1942.